# Banco da China (Macau)
O Banco da China (Macau) (em chinês tradicional: 中國銀行（澳門）) é sucursal bancária do Bank of China na Região Administrativa Especial de Macau, sendo um dos dois bancos emissores da pataca macaense. Fundado em 1950, desempenha um papel central no sistema financeiro da região e opera sob a designação oficial de Banco da China – Sucursal de Macau, utilizando comercialmente o nome Banco da China (Macau).

## Histórico
O Banco da China iniciou a sua presença em Macau em 1950, com a fundação do então chamado Nam Tung Bank (南通銀行), criado para servir a comunidade chinesa local e facilitar as transações financeiras com a China continental.
Em 1987, o banco passou a operar formalmente sob o nome de Banco da China – Sucursal de Macau, tornando-se parte integrante da rede internacional do Banco da China, após uma ampla reorganização do sistema financeiro chinês.
Em 1995, o Banco da China (Macau) tornou-se oficialmente o segundo banco emissor de moeda em Macau, ao lado do Banco Nacional Ultramarino, passando a emitir notas da pataca com a sua própria insígnia.
Com a transferência de soberania de Macau para a China em 1999, o banco consolidou-se como o principal agente financeiro do novo governo da Região Administrativa Especial de Macau, assumindo funções essenciais como a gestão de pagamentos estatais e operações cambiais.
A sede atual do Banco da China (Macau) foi inaugurada em 2011 na Avenida Doutor Mário Soares, sendo um dos arranha-céus mais altos da península e um marco do centro financeiro de Macau.